# Дивлин
Ди́влин — пасажирський залізничний зупинний пункт Коростенської дирекції Південно-Західної залізниці розташований на одноколійній, неелектрифікованій лінії Коростень — Олевськ.
Розташований біля села Іванівка Лугинського району Житомирської області між станціями Лугини (16,5) та Білокоровичі (8 км).
На зупинному пункті зупиняються приміські поїзди.